# District de Poprad
Le district de Poprad est l'un des 79 districts de Slovaquie dans la région de Prešov.

## Démographie

### Évolution de la population
| Année:               | 1994.   | 2004.   | 2014.   | 2024.   |
| -------------------- | ------- | ------- | ------- | ------- |
| Nombre de personnes: | 100 937 | 104 320 | 104 494 | 101 834 |
| Différence:          |         | +3,35 % | +0,16 % | -2,54 % |

| Année:               | 2023.   | 2024.   |
| -------------------- | ------- | ------- |
| Nombre de personnes: | 102 038 | 101 834 |
| Différence:          |         | -0,19 % |

## Liste des communes
On peut trouver la liste des villes sur le site :
- (sk) E-OBCE

### Villes
- Poprad
- Svit
- Vysoké Tatry

### Villages
Batizovce | Gánovce | Gerlachov | Hozelec | Hôrka | Hranovnica | Jánovce | Kravany | Liptovská Teplička | Lučivná | Mengusovce | Mlynica | Nová Lesná | Spišské Bystré | Spišský Štiavnik | Spišská Teplica | Štôla | Štrba | Šuňava | Švábovce | Tatranská Javorina | Veľký Slavkov | Vernár | Vikartovce | Vydrník | Ždiar